# Blepharosis bryocharis
Blepharosis bryocharis är en fjärilsart som beskrevs av Charles Boursin 1964. Blepharosis bryocharis ingår i släktet Blepharosis och familjen nattflyn. Inga underarter finns listade i Catalogue of Life.